# 3479 Malaparte
3479 Malaparte è un asteroide della fascia principale. Scoperto nel 1980, presenta un'orbita caratterizzata da un semiasse maggiore pari a 3,0482287 UA e da un'eccentricità di 0,0998583, inclinata di 12,50823° rispetto all'eclittica.
L'asteroide è dedicato allo scrittore italiano Curzio Malaparte.